# Divisão em média e extrema razão
O geômetra Euclides, no Livro VI de Os Elementos, dá a seguinte definição da divisão em média e extrema razão: "um segmento de reta se diz dividido em média e extrema razão, se a razão entre o menor e o maior dos segmentos é igual à razão entre o maior e o segmento todo".
Determinar a divisão em média e extrema razão de um segmento AB, é o mesmo que encontrar o segmento áureo de AB. Por se tratar de um problema que envolve uma equação de segundo grau, o mesmo admite duas respostas. Assim, o processo de divisão pode também determinar o segmento áureo de E'B. 
- AE é a média geométrica entre BE e AB.[2]

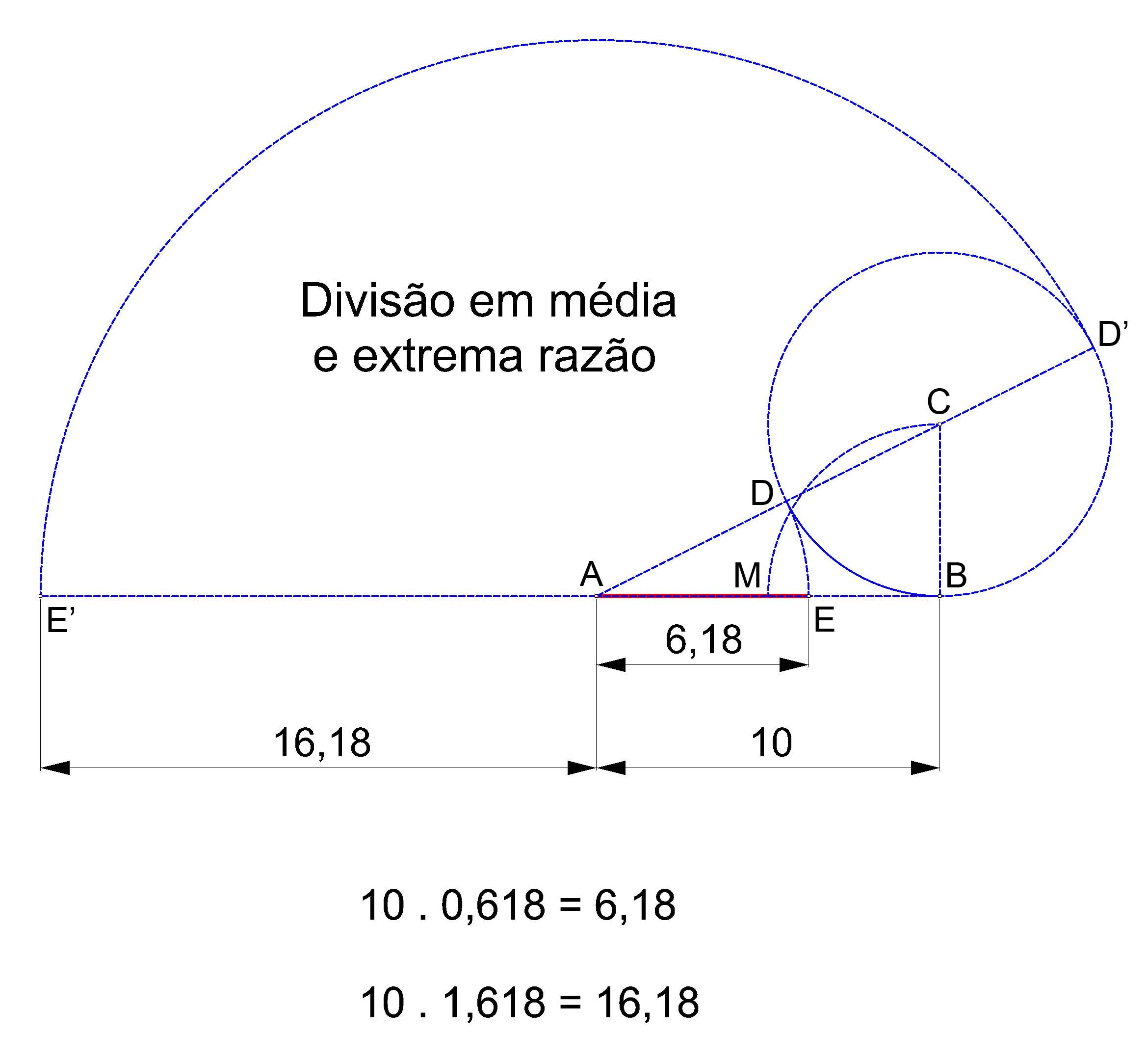
Divisão em média e extrema razão.

- AE' é a média geométrica entre AB e E'B.

## Processo de construção
Processo de construção, com régua e compasso:
- Determine o ponto de médio (M) de AB
- Levante por B uma perpendicular BC, sendo BC = BM
- Com centro em C trace uma circunferência de raio CB
- Trace uma semirreta AC
- A interseção entre a circunferência e a semirreta determina os pontos D e D'
- Com centro do compasso em A e abertura AD, trace um arco e determine o ponto E
- AE é o segmento áureo de AB

Em prosseguimento tem-se:
- Com centro do compasso em A e abertura AD', trace um arco e determine o ponto E'
- E'A é o segmento áureo de E'B

## Exemplo numérico
Na prática, ao partir-se de um segmento de 10 unidades (AB), determina-se a sua seção áurea multiplicando-o por0,618 (média), onde AE = 6,18. Para encontrar-se um segmento maior, deve-se multiplicar as dez unidades iniciais (AB) por 1,618, determinando-se AE' = 16,18.